# 耶律楚材
耶律楚材（1190年7月24日—1244年6月20日），又作耶律楚才、移剌楚才、耶楚裁，字晋卿，號湛然居士、玉泉老人。金朝末年及蒙古帝國政治家，契丹族，遼朝宗室之後，仕蒙古三十年，窝阔台汗在位时官至中书令（相当于首席宰相，位列中书丞相之上），是推行汉法的积极倡导者。

## 生平

### 金朝仕官
金章宗明昌元年六月二十日（1190年7月24日），生于燕京，为辽太祖耶律亿长子东丹国国王遼義宗耶律倍的八世孙。
當楚材出生時，其父耶律履精通術數已屆六十歲高齡，耶律履以「吾六十得此子，吾家千里駒也，他日必成偉器，且當為異國用」，便引用《左傳·襄公二十六年》中「虽楚有材，晋实用之」的典故，為其子命名。
耶律楚材兩歲喪父，後由其母楊氏扶養、教育成人。因精通漢文化使他能博覽群書，又能詩善文，天文、地理、律曆、術數、醫卜及釋道等學說無一不精。
博學能文，青年時代任金朝開州同知。金宣宗遷都後，完顏福興留守中都，闢為左右司員外郎。1215年5月31日，蒙古軍攻克中都。1217年太师国王木华黎改中都为燕京。

### 蒙古仕官

閩北武夷山茶博園耶律楚材像

耶律楚材于1215年至1218年期间在燕京报恩寺向一位佛教的宗师行秀（1166—1246年，号万松老人）学佛。他参禅三年，懂得了“忘死生，外身世，毁誉不能动，哀乐不能入”的道理，被认可为佛门的世俗弟子，法号“湛然居士”。
1218年夏天，成吉思汗於漠北草原怯绿连河（今克鲁伦河）畔的大斡耳朵召見楚材，見其身形長大，容貌雄偉，美髯宏聲，甚為贊賞。此後便留在身邊為謀士，由於楚材蓄有長髯，成吉思汗便以據稱其為「吾圖撒合理」（意為「長髯人」）。

### 治天下匠
成吉思汗對耶律楚材日益重視，令當時一位善於造弓的西夏工匠常八斤不滿，便向成吉思汗提出質疑：「現在重要的是打仗，要耶律楚材這種書生有什麼幫助呢?」耶律楚材反問：「造弓都還需要造弓匠，治理天下難道就不需要『治天下匠』？」成吉思汗覺得有理，就更加倚重他。
同時，耶律楚材獻策「西征」而被甚為贊賞，辟為左右員外郎。且在楚材入仕後，積極改變蒙古軍以往「凡攻城邑，敵以矢石相加者，即為拒命，既克，必殺之。」的作風。
近臣別迭曾主張：「雖得漢人亦無所用，不若盡去之，使草木暢茂，以為牧地。」認為漢人不諳逐水草而居，並無大用，宜盡殺之。耶律楚材反駁，指出「大軍不日旌旗南指，軍需糧秣須早日籌備，而此皆須依賴農業地區，如何能廢除農耕？相反，如果對這些地區的生產處理得當，則銀、絹、粟等物品可源源不斷地輸入軍中。」耶律楚材乃奏設燕京等十路徵收課稅使，其長官皆由儒士擔任。後來太宗窩闊臺至雲中（今山西大同），十路課稅使均進金帛于庭中，更實現了「士民安堵耕盈野，老幼迎郊漿滿壺」的局面。
成吉思汗定燕，召為相，歷事兩朝，凡蒙古陋風，悉為改革，蒙古帝国立國規模多出其手，也为后来忽必烈建立元朝奠定了基础。

### 拜相

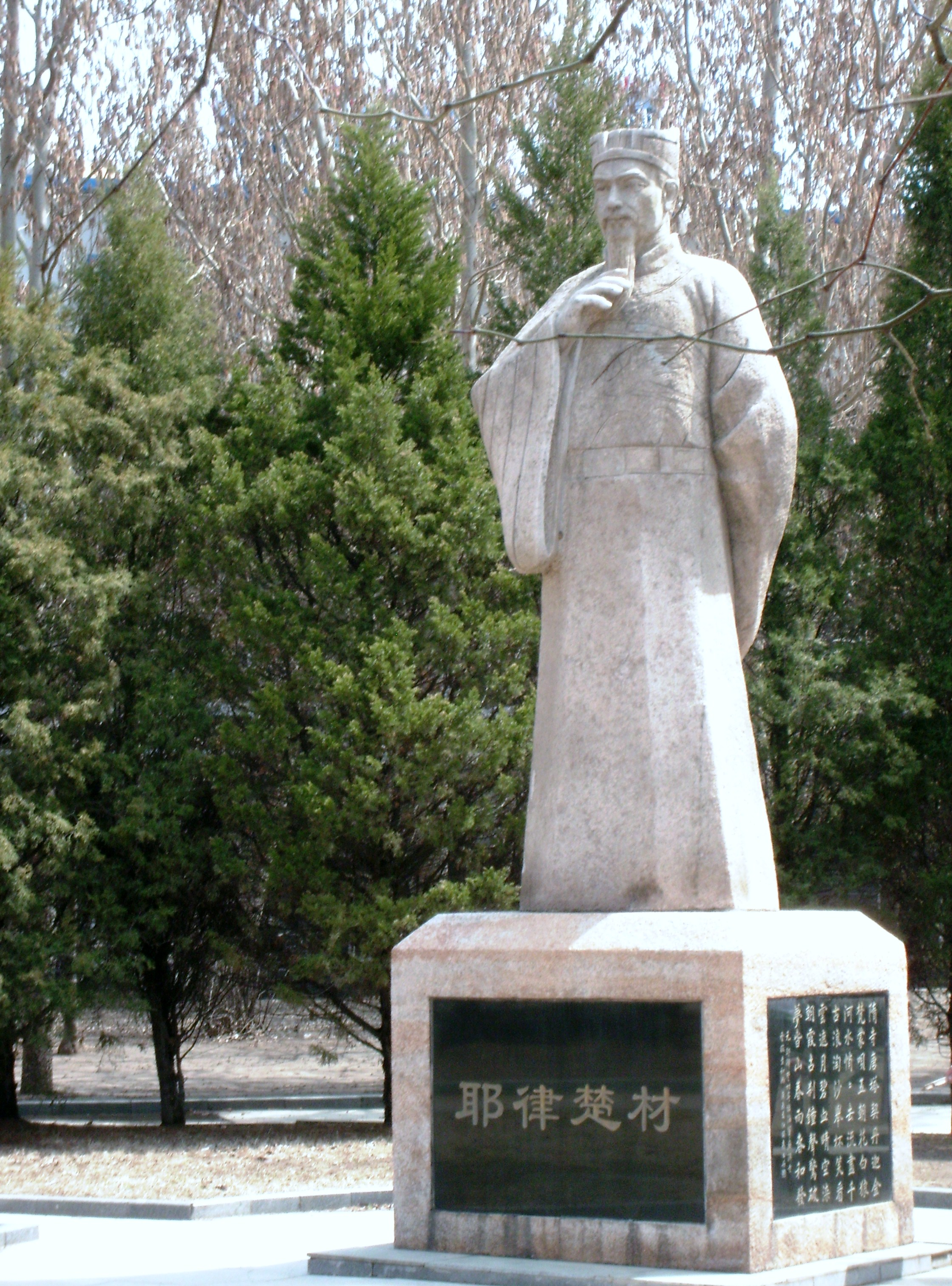
耶律楚材雕像

1227年8月25日，成吉思汗逝世，皇子拖雷监国两年后，宗王贵族和大臣们按照傳統，召開「忽里勒台」大會，1229年9月13日推舉窝阔台為新一任大蒙古国皇帝（大蒙古国大汗）。
元太宗三年（1231年）农历八月，始立中书省，以耶律楚材為中書令。期間推行各種改革及善政：
- 確立跪禮，制訂君臣之儀

在窝阔台1229年9月13日登基之前，為了爭取蒙古帝國內諸王子弟支持，楚材便向窩闊台兄長察合台游說：「你雖然是大汗的哥哥，但是從地位上講，你是臣子，應當對大汗行跪拜禮。你帶頭下跪了，就沒有人敢不拜。」於是，察合台就率領黃金家族和各大臣跪拜。從此跪禮成為蒙古定制。
- 興科崇儒，發展文人治國

蒙古軍攻破金都汴京，耶律楚材多方尋求孔子後人，得五十一世孔元措，封為衍聖公，並建孔子廟，以示對儒學的推崇。又召耆宿碩儒進講東宮，“由是，文治興焉。”太宗九年，耶律楚材奏請開科取士，四方飽學之士聯翩而至，得儒士數千人，充任各級官吏。
- 改變屠城傳統，著重富國保民

蒙古軍隊曾以嗜殺著稱，「舊制，凡攻城邑，敵以矢石相加者，即為拒命，既克，必殺之。」，金朝汴京破城時，大將速不臺主張屠盡全城居民，耶律楚材諫止說，國家興兵打仗，就是為了得到土地和人民，得地無民，又有何用！窩闊臺猶豫不決。耶律楚材說，奇工巧匠、富厚之家皆薈萃於此城中，若悉數屠戮，我軍入城將一無所獲。窩闊臺這才下令，除完顏氏一族外，余皆赦免，汴京147萬生靈始得保全性命。金朝覆亡後，秦（今甘肅天水）、鞏（今甘肅隴西）等20余州軍民因害怕屠城，皆抗命不降，又是耶律楚材居中調停，窩闊台下詔不殺，於是秦、隴等處皆稽首歸附。其後蒙古軍攻取淮、漢諸城，也照此辦理，遂成定例。
- 整頓吏治，廢除羊羔兒利

蒙古兵興之初，徭役繁苛，民不堪命，罄其所有猶不足以完租賦，不少人被迫輾轉流徙，飄泊異鄉。老弱之家無力遷徙者只得向西域商人借貸輸官，一年之後利息倍之，次年利息又倍之。如此迴圈往復，利息竟高達數十倍，謂之“羊羔兒利”，百姓賣妻鬻子猶不足以償債。耶律楚材奏請本利相侔而止，百姓無力償還者，由官府代償。後來，耶律楚材又協助太宗窩闊臺定賦稅，分郡縣，籍戶口，理獄訟，別軍民，使得庶政略備，民稍蘇息。
- 剛正不阿，以為天下表率

一次耶律楚材秉公斷案，拘禁了窩闊臺的寵臣楊惟忠，窩闊臺大怒，把他綁了起來。事後仔細想想，又覺得不妥，忙傳旨釋放。耶律楚材卻不肯解縛，執拗地讓窩闊臺就此事作出解釋：“既然逮係，就該明示百官，某人罪在不赦；現在釋放，是因為無罪。如此輕易反復，似耍弄嬰兒，國家大事，豈可如此！”朝中群臣皆為他的出言無狀而大驚失色，但耶律楚材硬是逼著窩闊臺承認了錯誤：“朕雖為帝，寧無過舉耶？”

### 晚年

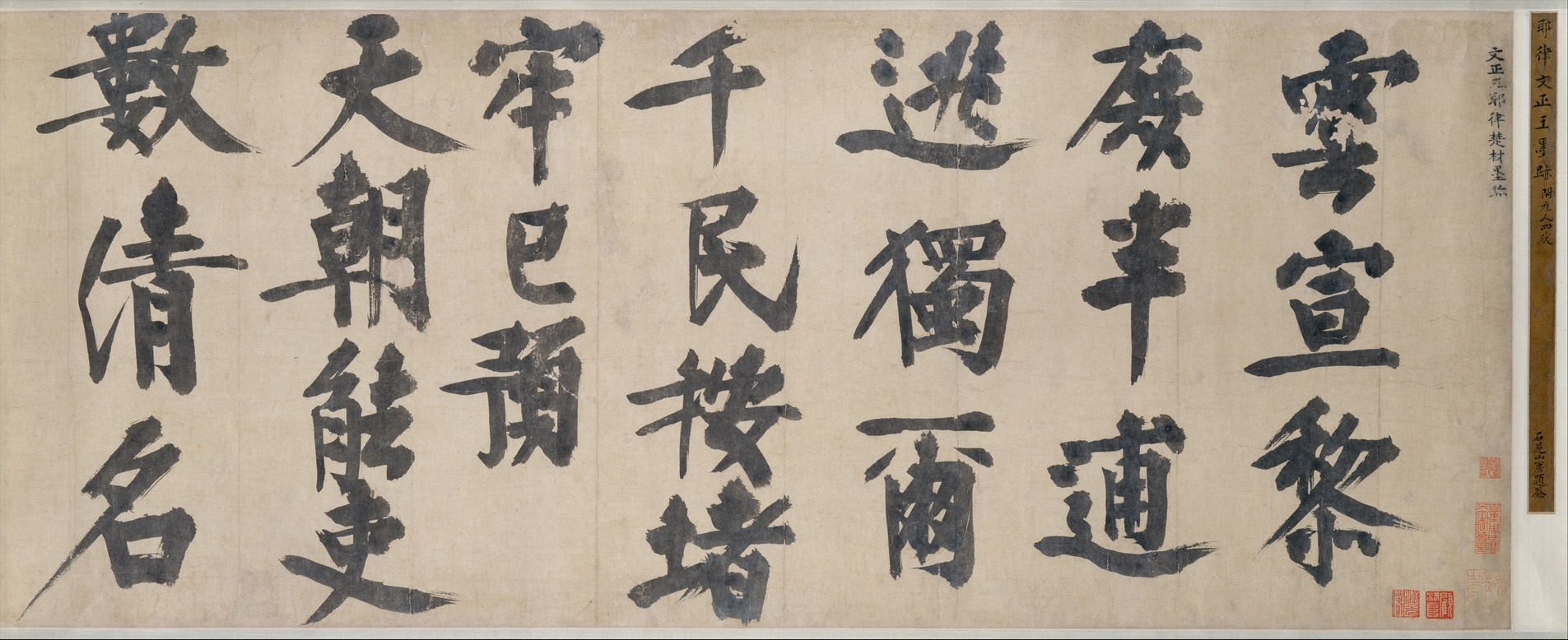
耶律楚材《行書贈別劉滿詩》卷（美国大都会艺术博物馆藏）

1241年12月11日，元太宗窝阔台病逝，乃馬真皇后临朝称制，她当政期间，朝政多亂，耶律楚材身为中书令，却力爭不得。
乃马真皇后称制三年（甲辰年）五月十四日（1244年6月20日），耶律楚材悲憤以終，因病去世，享年五十五岁。
耶律楚材去世后，乃马真皇后哀悼，赙赠甚厚。后有谮楚材者，言其在相位日久，天下贡赋，半入其家。后命近臣麻里紥覆视之，唯琴阮十余，及古今书画、金石、遗文数千卷。至顺元年（1330年），元文宗赠经国议制寅亮佐运功臣、太师、上柱国，追封广宁王，谥文正。
楚材生前曾要求葬在瓮山泊畔，忽必烈即位后，于中统二年（1261年）遵耶律楚材的遗愿，将他的遗骸移葬于故乡玉泉以东的瓮山，即今北京颐和园的万寿山。

### 身後
耶律楚材墓在明朝时被毁，清乾隆时修复，改建为祠。耶律楚材祠在頤和園昆明湖东岸，文昌阁之北，内有乾隆帝御诗墓碑，巨冢是耶律楚材及夫人合葬的坟墓。其子耶律铸为元世祖时宰相。

## 作品
- 《湛然居士文集》
- 《西游录》
- 《便宜十八事》，蒙古帝國草創初期的法典。
- 《玄風慶會錄》，耶律楚材奉成吉思汗旨意记录长春真人丘处机和成吉思汗关于长生之道和养生之道的谈话，定名为《玄风庆会录》。

## 家族

### 祖先
- 九世祖 辽太祖耶律阿保機
- 八世祖 耶律倍，东丹王，追尊辽义宗
- 七世祖 耶律婁國，燕京留守政事令
- 六世祖 耶律國隱，将军
- 五世祖 耶律合魯，太师
- 高祖 耶律胡篤，太师
- 曾祖  耶律內剌，定远大将军
- 祖父  耶律德元，荣禄大夫兴平军节度使
- 父亲  耶律履，耶律德元族弟耶律聿鲁子，耶律德元养子，正议大夫，尚书右丞，谥文献
- 叔父  耶律震，耶律德元子

### 兄弟子侄
- 长兄 耶律辨才，中京兵马副都指挥使，武庙署令
- 次兄 耶律善才，都水监使
- 侄 耶律鏞，耶律辨才子，元好問弟子；耶律鈞，耶律善才子，东平工匠长官，追赠昭文馆大学士，资德大夫，庄慎公
- 侄孙，耶律志公奴、耶律謝家奴，耶律鏞子；耶律有尚，耶律钧子，昭文馆大学士兼国子祭酒，追赠资德大夫，河南江北等处中书省右丞、上护军，追封漆水郡公，谥文正
- 侄曾孙 耶律楷，耶律有尚子，奉训大夫，邓州知州兼管诸军奥鲁劝农事；耶律朴，耶律有尚子，太常礼仪院奉礼郎；耶律權，耶律有尚子，朝散大夫，佥江南湖北道粛政廉访司事；耶律栝，耶律有尚子，陕西行中书省宣使；耶律檢，耶律有尚子，将仕佐郎，广源库知事。

### 子孙
- 长子 耶律鉉，监开平仓，早卒
- 次子 耶律鑄，光禄大夫，中书左丞相，封淶水郡公
- 孙子 耶律希徵、耶律希勃、耶律希亮、耶律希寬、耶律希素、耶律希固、耶律希周、耶律希光、耶律希逸、耶律希援、耶律希崇、耶律希晟，均耶律铸子
- 孙女 耶律昼锦，耶律铸长女
- 曾孙 耶律普化、耶律长生宝、耶律庄嘉、耶律祁长固，均耶律希亮子

## 文學作品
- 《射鵰英雄傳》金庸著

登場回數:(射)37
- 《神鵰俠侶》金庸著，作品中出現耶律楚材子女﹕耶律燕、耶律齊屬虛構角色。

登場回數:(神)9-10
- 《耶律楚材》陳舜臣著
- 《天涯織女》李國立製作連續劇，作品中出現耶律楚材的兒子﹕風九斤 (耶律希木)、是一虛構角色。

## 影視形象

### 電視劇
- 張紀中：《神鵰俠侶》（2006年）